# برتونیگلا
برتونیگلا (به لاتین: Brtonigla) یک منطقهٔ مسکونی در کرواسی است که در شهرستان ایستریا واقع شده‌است. برتونیگلا ۳۲٫۷۲ کیلومتر مربع مساحت و ۱٬۶۲۶ نفر جمعیت دارد و ۱۴۱ متر بالاتر از سطح دریا واقع شده‌است.

## خواهرخوانده
شهر گروه این کیانتی خواهرخواندهٔ برتونیگلا هست.